# The Crew (serie televisiva 2021)
The Crew è una serie televisiva statunitense del 2021 ideata da Jeff Lowell.
Il 2 luglio 2021 la serie è stata cancellata dopo una sola stagione.

## Trama
La serie è ambientata all'interno di un team di corse NASCAR di discreto successo, il cui proprietario si sta ritirando e perciò cede le redini a sua figlia.

## Personaggi e interpreti

### Principali
- Kevin Gibson interpretato da Kevin James
Il capo equipaggio del team Bobby Spencer Racing
- Catherine Spencer interpretata da Jillian Mueller
Il nuovo capo del team Bobby Spencer Racing e la figlia di Bobby Spencer
- Jake interpretato da Freddie Stroma
Il pilota del team
- Chuck interpretato da Gary Anthony Williams
Il capo meccanico del team
- Amir interpretato da Dan Ahdoot
L'ingegnere capo del team
- Beth interpretata da Sarah Stiles
Il responsabile dell'ufficio del team

### Secondari
- Frank interpretato da Mather Zickel
- Jessie De La Cruz interpretata da Paris Berelc
Una giovane pilota che Catherine sta valutando di assumere per sostituire Jake

### Guest star
- Bobby Spencer interpretato da Bruce McGill
Il proprietario e il vecchio capo della scuderia
- Rob interpretato da Kim Coates
Il più importante sponsor del team

## Episodi
| Stagione       | Episodi | Pubblicazione USA | Pubblicazione Italia |
| -------------- | ------- | ----------------- | -------------------- |
| Prima stagione | 10      | 2021              | 2021                 |

## Produzione
Il 4 settembre 2019 Netflix ha annunciato di aver ordinato la produzione di una serie, ideata da Jeff Lowell.

### Cast
Dopo l'annuncio della produzione, Kevin James è stato scelto per recitare nella serie. Il 17 dicembre 2019, Gary Anthony Williams, Dan Ahdoot, Freddie Stroma, Sarah Stiles e Jillian Mueller si sono uniti al cast. Il 15 gennaio 2021, è stato reso noto che Paris Berelc e Bruce McGill erano stati scelti come guest star.

### Riprese
The Crew è stato girato ai Gold Coast Studios di New York, nonostante sia ambientato a Charlotte, in Nord Carolina.

## Promozione
Il trailer è stato distribuito il 17 gennaio 2021.

## Distribuzione
La serie è uscita sulla piattaforma di streaming Netflix il 15 febbraio 2021.

## Accoglienza
Sull'aggregatore di recensioni Rotten Tomatoes la prima stagione ha ottenuto un punteggio di 3,8 su 10, sulla base di 8 recensioni; mentre su Metacritic di 44 su 100, su 4 recensioni.